# Adolfo Valderrama
Adolfo Valderrama Sáenz de la Peña (La Serena, 1834-Santiago, 30 de noviembre de 1902) fue un médico cirujano y político liberal chileno. Hijo de Juan Fernández de Valderrama Antón de Olmet y Dolores Sáenz de la Peña, hermano del también ministro Melquíades Valderrama Sáenz de la Peña. Contrajo matrimonio con Felipa Téllez Ossa.

## Carrera profesional
Educado en el Liceo de La Serena, luego estudió Medicina y Literatura en la Universidad de Chile. Titulado como médico cirujano (1860), participó curando heridos en la Batalla de Los Loros y Cerro Grande, durante la Revolución de 1859.
Colaboró con importantes trabajos científicos universitarios, como los "Anales de la Universidad". Fue médico del Hospital de San Francisco de Borja (1860), cuando le correspondió combatir la epidemia de tifus de Santiago.
Profesor de Retórica y Poética del Instituto Nacional (1877) y miembro de la Facultad de Filosofía y Humanidades de la Universidad de Chile (1878).
Médico del Hospital San Vicente (1882), secretario del Protomedicato (1886) y director de Anatomía de la Universidad de Chile (1888), mismo año en que fue designado médico de la Casa de Orates. Miembro del Consejo de Instrucción Pública (1884-1887). Jubiló como profesor de Medicina (1896).

## Carrera literaria
Practicó la literatura al mismo tiempo de la ciencia. Escribió en las revistas El Museo, Artes y Letras, la Revista de Santiago, la Revista del Pacífico y El Ferrocarril. Cultivó el cuento, la novela y la lírica.

## Carrera política
Miembro del Partido Liberal, llegando a ser parte del directorio de la colectividad. Elegido Senador por Ñuble (1882-1888), pero se inhabilitó por aceptar otro nombramiento.
Fue Ministro de Justicia, Culto e Instrucción Pública (1886-1887), designado por el gobierno de José Manuel Balmaceda.
En 1887 fue elegido Senador suplente de José Eugenio Vergara Galeas, llegando a ocupar la Vicepresidencia del Senado. Integró en este período la comisión permanente de Guerra y Marina.
Elegido Senador en propiedad por Aconcagua (1888-1894), asumió entonces la Presidencia del Senado (1888) y participó de la comisión permanente de Relaciones Exteriores.
Durante la Revolución de 1891, adhirió a las ideas balmacedistas, fue perseguido por los triunfantes revolucionarios, su casa saqueada y perdió su biblioteca médica y muchos manuscritos inéditos, de obras literarias y científicas.
Ingresó entonces al Partido Liberal Democrático, presidiendo la Convención de Talca (1892), que sirvió como cuna de los partidarios del presidente derrocado.